# Atlantic Technological University
Die Atlantic Technological University (kurz: ATU, irisch Ollscoil Teicneolaíochta an Atlantaigh) ist Irlands vierte Technische Universität. Nach Jahren der Planung wurde ihre Gründung im Oktober 2021 verkündet. Die formelle Gründung ist zum 1. April 2022 abgeschlossen. Die Universität ist der Nachfolger von drei technischen Instituten:
- Galway-Mayo Institute of Technology,
- Institute of Technology, Sligo und
- Letterkenny Institute of Technology.[2]

Die drei bildeten auf Grundlage des Technical Universities Act von 2019 ein Konsortium, das sich in Folge erfolgreich für den Status als Universität bewarb.

## Geschichte
Nach Vorbereitungen im Jahr 2012 wurde 2015 ein formaler Antrag des Galway-Mayo Institute of Technology, des Institute of Technology, Sligo und des Letterkenny Institute of Technology zur Gründung einer gemeinsamen Technischen Universität bei der Higher Education Authority von Irland eingereicht. Die dafür gegründete Vereinigung wurde Connacht-Ulster Alliance (CUA) genannt. Ihr Ziel war es, eine Technische Universität mit Einzugsbereich im Westen und Norden von Irland zu gründen. Die CUA erhielt im Oktober 2020 erstmals 5,5 Mio. € zur Gründung des Nachfolgeinstituts der drei Institute.
Die formale Genehmigung wurde im Oktober 2021 mit Startdatum im April 2022 erteilt.

## Referenzen
1. ↑  Atlantic Technological University: Name of State’s newest university revealed. In: The Irish Times. 23. November 2021, abgerufen am 23. November 2021 (englisch).
2. ↑  Approval granted for new Connacht/Ulster Technological University integrating GMIT. In: ConnachtTribune.ie. 28. Oktober 2021, archiviert vom Original am 28. Oktober 2021; abgerufen am 28. Oktober 2021 (englisch).
3. ↑  Technological Universities. Abgerufen am 8. März 2022 (englisch).
4. ↑  Aoibheann Ní D: An Taoiseach attended signing of Connacht-Ulster strategic alliance today with GMIT, Ltrkny IT & IT Sligo in GMIT Cbar.pic.twitter.com/10ZFx4rc. 9. Juli 2012, abgerufen am 30. Mai 2019 (englisch).
5. ↑  Aisling Marren:  HEA Invests €800,000 in Four Institutes of Technology In: The University Times, 12. Oktober 2018. Abgerufen im 21. November 2018 (englisch).
6. ↑  Connacht-Ulster Alliance (LYIT, GMIT and IT Sligo) allocated €5.7m under Transformation Funding for Technological Universities. In: Letterkenny Institute of Technology. 9. Oktober 2020 (englisch).
7. ↑  Minister Harris announces Technological University for the West and North West. In: gov.ie. Department of Further and Higher Education, Research, Innovation and Science, 28. Oktober 2021, abgerufen am 28. Oktober 2021 (englisch).
8. ↑  Atlantic Technological University: Name of State’s newest university revealed. In: The Irish Times. 23. November 2021, abgerufen am 23. November 2021 (englisch).